# (274137) Angelaglinos
(274137) Angelaglinos est un astéroïde de la ceinture principale.

## Description
(274137) Angelaglinos est un astéroïde de la ceinture principale. Il fut découvert le 28 mars 2008 à Vail-Jarnac par l'Observatoire Jarnac. Il présente une orbite caractérisée par un demi-grand axe de 3,12 UA, une excentricité de 0,12 et une inclinaison de 11,7° par rapport à l'écliptique.

## Compléments